# Knipholona
Knipholone es un compuesto químico que se encuentra en las raíces de Kniphofia foliosa de la familia Xanthorrhoeaceae (Asphodelaceae).